# Collecte d'adresses e-mail
La Collecte d'adresses e-mail est le processus d’obtention de listes d’adresses e-mail à l’aide de diverses méthodes. Généralement, ceux-ci sont ensuite utilisés pour envoyer des e-mails en masse ou du spam.

## Méthodes de collecte
La méthode la plus simple consiste pour les spammeurs à acheter ou à échanger des listes d'adresses électroniques auprès d'autres spammeurs.
Une autre méthode courante consiste à utiliser un logiciel spécial connu sous le nom de « robot de récolte » ou « moissonneurs », qui utilise des pages Web de robots d'indexation, des publications sur Usenet, des archives de listes de diffusion, des forums Internet et d'autres sources en ligne pour obtenir des adresses e-mail à partir de données publiques.
Les spammeurs peuvent également utiliser une forme d'attaque par dictionnaire afin de récolter des adresses e-mail, connue sous le nom d'attaque de récolte d'annuaire, où des adresses e-mail valides d'un domaine spécifique sont trouvées en devinant l'adresse e-mail à l'aide de noms d'utilisateur courants dans les adresses e-mail de ce domaine. Il s'agit par exemple, pour l'adresse « alan@example.com », d'essayer « alana@example.com », « alanb@example.com », etc. Toutes les adresses qui sont acceptés pour livraison par le serveur de messagerie du destinataire, au lieu d'être rejetées, sont ajoutées à la liste théorique des adresses e-mail valides pour ce domaine.
Une autre méthode de collecte consiste à proposer un produit ou un service gratuitement, à condition que l'utilisateur fournisse une adresse e-mail valide, puis à utiliser les adresses collectées auprès des utilisateurs comme cibles de spam. Les produits et services courants proposés sont les blagues du jour, les citations bibliques quotidiennes, les alertes d'actualités ou de stocks, les marchandises gratuites ou même les alertes de délinquants sexuels enregistrés pour sa région. Une autre technique utilisée fin 2007 par la société iDate, consistait à utiliser la collecte d'e-mails destinés aux abonnés du site Quechup pour spammer les amis et contacts de la victime.

## Sources de récolte
Les spammeurs peuvent récolter des adresses e-mail à partir de plusieurs sources. Une méthode populaire consiste à utiliser les adresses e-mail que leurs propriétaires ont publiées à d’autres fins. Les publications Usenet, en particulier celles contenues dans des archives telles que Google Groups, donnent souvent des adresses. La simple recherche sur le Web de pages contenant des adresses — telles que des annuaires du personnel d'entreprise ou des listes de membres d'associations professionnelles — à l'aide de robots spammeurs peut générer des milliers d'adresses, la plupart fonctionnelles.
Les spammeurs sont également abonnés à des listes de diffusion de discussion dans le but de recueillir les adresses des auteurs. Les systèmes DNS et WHOIS Les réglementations exigent la publication d'informations de contact techniques pour tous les domaines Internet ; cependant, les spammeurs ont illégalement parcouru ces ressources à la recherche d’adresses e-mail. Ils ont aussi constaté que, pour les noms de domaine des entreprises, les adresses e-mail suivaient généralement le même modèle de base, leur permettant ainsi de deviner avec précision les adresses des employés qu'ils n'avaient pas pu collecter. De nombreux spammeurs utilisent des programmes appelés web spiders pour trouver des adresses e-mail sur les pages Web. Les identifiants de message des articles Usenet ressemblent souvent suffisamment à des adresses e-mail pour être également collectés. Les spammeurs récupèrent aussi des adresses e-mail directement à partir des résultats de recherche Google, sans réellement parcourir les sites Web trouvés lors de la recherche.
Les virus spammeurs peuvent inclure une fonction qui analyse les lecteurs de disque de l'ordinateur victime (et éventuellement ses interfaces réseau) à la recherche d'adresses e-mail. Ces scanners découvrent des adresses email qui n'ont jamais été exposées sur le Web ou dans les Whois. Un ordinateur compromis situé sur un segment de réseau partagé peut capturer des adresses e-mail du trafic adressé à ses voisins du réseau. Les adresses récoltées sont ensuite renvoyées au spammeur via le botnet créé par le virus. En outre, les adresses peuvent parfois être ajoutées à d’autres informations et faire l’objet de références croisées pour extraire des données financières et personnelles.
Une tactique récente et controversée, appelée « e-ending », consiste à ajouter des adresses électroniques à des bases de données de marketing direct. Les spécialistes du marketing direct obtiennent normalement des listes de prospects à partir de sources telles que les abonnements à des magazines et les listes de clients. En recherchant sur le Web et d'autres ressources des adresses e-mail correspondant aux noms et adresses postales figurant dans leurs dossiers, les spécialistes du marketing direct peuvent envoyer des spams ciblés. Cependant, comme pour la plupart des « ciblage » de spammeurs, cela est imprécis ; des utilisateurs ont signalé, par exemple, avoir reçu des sollicitations pour hypothéquer leur maison à une adresse postale spécifique — l'adresse étant clairement une adresse professionnelle comprenant un arrêt de courrier et un numéro de bureau.

## Voir également
- Techniques anti-spam
- Spam par courrier électronique
- Robot d'exploration Web
- Scraping Web